# Station Saint-Sébastien
Station Saint-Sébastien is een spoorwegstation in de Franse gemeente Saint-Sébastien.